# Ейнула Мадатлі
Ейнулла Ядулла оглу Мадатлі (нар. 1954, Нахічевань, Азербайджанська РСР, СРСР) — азербайджанський дипломат. Надзвичайний і Повноважний Посол Азербайджану в Україні (2010—2015).

## Біографія
Народився у 1954 році в Нахчевані (Азербайджанська РСР). У 1975 році закінчив Нахічеванський державний університет, історичний факультет. 1981 року закінчив аспірантуру Інституту філософії і права Академії наук Азербайджану. Кандидат філософських наук. Доктор філософії. Володіє турецькою, російською, перською, англійською мовами та мовою урду.
У 1975—1977 роках викладав історію в середній школі.
У 1977—1996 роках співробітник партійного комітету Шахбузького району, завідувач відділу Наукового центру Нахчевана, завідувач кафедри, проректор Нахчеванського державного університету.
У 1991—1995 роках депутат Алі Меджлісу Нахчеванської Автономної Республіки.
З 1996 Генеральний консул Азербайджанської Республіки в місті Тебриз, Ісламській Республіці Іран.
У 1996—2001 роках радник Посольства Азербайджанської Республіки в Ісламській Республіці Іран.
У 2001—2002 роках радник Міністерства закордонних справ Азербайджану.
З 2002—2010 роках Надзвичайний і Повноважний Посол Азербайджану в Ісламській Республіці Пакистан.
З 2005—2010 роках Надзвичайний і Повноважний Посол Азербайджану в Ісламській Республіці Афганістан за сумісництвом.
З 15 липня 2010 року по 3 червня 2015 року — Надзвичайний і Повноважний Посол Азербайджану в Україні.
Після закінчення своєї дипломатичної роботи став заступником директора з наукових питань Інституту філософії НАН Азербайджану.